# Бойова кінозбірка № 11
«Бойова кінозбірка № 11» — радянська кінозбірка 1942 року з трьох новел («Павуки», «Сто другий кілометр» і «Кар'єра лейтенанта Гоппа»), пов'язаних з Німецько-радянською війною. Кінозбірка була знята на Центральній Об'єднаній кіностудії.

## Сюжет

### «Кар'єра лейтенанта Гоппа»
Дія відбувається в окупованому селі. Капітан Пфайль дорікає лейтенанту Гоппу за бездіяльність і наказує йому зловити хоча б одного партизана. Але Гопп до смерті боїться партизанів. Щоб виконати наказ, він вирішує видати групу мирних жителів за партизан. Зібравши старих-селян, Гопп вмовляє їх пограти з ним у військову гру.

### «Павуки»
Німецький госпіталь. Фашистський хірург за наказом гітлерівського командування спокійно прирікає на смерть важко поранених німців, вводячи їм у вену кілька кубиків повітря.

### «Сто другий кілометр»
Неподалік від полустанку «Сто другий кілометр», розташованого серед пісків, фашистський загін охороняє залізничний міст. Щоб зірвати доставку на фронт німецького ешелону з боєприпасами, партизани готуються підірвати міст.

## У ролях
- Олександр Лук'янов — товариш К.
- Лаврентій Масоха — партизан
- Максим Штраух — лікар Хауден, хірург («Павуки»)
- Наталія Гіцерот — Рената, асистент хірурга («Павуки»)
- Микола Волков — Курт, німецький офіцер («Павуки»), німецький офіцер («Сто другий кілометр»)
- Петро Алейников — Альоша, старий («Кар'єра лейтенанта Гоппа»), червоноармієць («Павуки»)
- Іван Переверзєв — Микола, командир партизанської групи («Сто другий кілометр»)
- Іван Новосельцев — польський селянин («Сто другий кілометр»)
- Олександр Щагін — партизан («Сто другий кілометр»)
- Іван Бобров — Вільгельм Цінгель, німецький солдат («Сто другий кілометр»)
- Людмила Наришкіна — партизанка («Сто другий кілометр»)
- Віктор Ключарьов — німецький солдат («Сто другий кілометр»)
- Павло Пекур — партизан («Сто другий кілометр»)
- Андрій Мірошниченко — партизан («Сто другий кілометр»)
- Михайло Бахурін — епізод («Сто другий кілометр»)
- Григорій Михайлов — партизан («Сто другий кілометр»)
- Сергій Мартінсон — Фрідріх Гопп, німецький лейтенант («Кар'єра лейтенанта Гоппа»)
- Осип Абдулов — Пфайль, інспектор («Кар'єра лейтенанта Гоппа»)
- Еммануїл Геллер — Тряску («Кар'єра лейтенанта Гоппа»)
- Степан Каюков — старий («Кар'єра лейтенанта Гоппа»)
- Василь Зайчиков — старий («Кар'єра лейтенанта Гоппа»)
- Петро Зінов'єв — старий («Кар'єра лейтенанта Гоппа»)
- Лідія Карташова — Мотрона («Кар'єра лейтенанта Гоппа»)
- Андрій Сова — партизан («Кар'єра лейтенанта Гоппа»)
- Володимир Лукін — епізод («Сто другий кілометр»)
- Павло Герага — епізод («Сто другий кілометр»)

## Знімальна група
- Режисери — Ілля Трауберг, Володимир Браун, Микола Садкович, Ігор Земгано
- Сценаристи — Михайло Берестинський, Б. Фаянс, Борис Ласкін, Йосип Склют
- Оператори — Григорій Айзенберг, Олександр Лаврик, Яків Куліш, Андрій Булинський
- Композитори — Дмитро Клебанов, Давид Блок
- Художник — Володимир Каплуновський